# Ораховица (Лукавац)
Ораховица је насељено мјесто у граду Лукавац, у Федерацији Босне и Херцеговине, у Босни и Херцеговини.
Према попису становништва из 2013. у насељу је живјело 332 становника.

## Становништво
|             | 2013.        | 1991.         | 1981.         | 1971.          |
| Укупно      | 332 (100,0%) | 923 (100,0%)  | 984 (100,0%)  | 1 068 (100,0%) |
| Бошњаци     | 330 (99,40%) | 562 (60,89%)1 | 529 (53,76%)1 | 549 (51,40%)1  |
| Босанци     | 2 (0,602%)   | –             | –             | –              |
| Срби        | –            | 344 (37,27%)  | 411 (41,77%)  | 510 (47,75%)   |
| Остали      | –            | 11 (1,192%)   | 1 (0,102%)    | 6 (0,562%)     |
| Југословени | –            | 5 (0,542%)    | 43 (4,370%)   | 2 (0,187%)     |
| Хрвати      | –            | 1 (0,108%)    | –             | 1 (0,094%)     |

1. 1 На пописима од 1971. до 1991. Бошњаци су пописивани углавном као Муслимани.